# Landesliga Niedersachsen 1965/66
Die Saison 1965/66 der Landesliga Niedersachsen war die 17. Saison der höchsten niedersächsischen Amateurliga im Fußball. Sie war die zweite unter der Bezeichnung Landesliga und nahm damals die dritthöchste Ebene im deutschen Ligensystem ein. Meister wurden die Amateure von Hannover 96. An der Aufstiegsrunde zur Regionalliga Nord nahmen der 1. FC Wolfsburg, Leu Braunschweig und TSR Olympia Wilhelmshaven teil. Keine der drei Mannschaften konnte sich dort durchsetzen.
In die Verbandsliga mussten Blau-Weiß Borssum, Eintracht Osnabrück und die Salzgitteraner Vereine Sportfreunde und SV Union absteigen. Dafür stiegen aus der Verbandsliga Tuspo Holzminden und Germania Wilhelmshaven auf. Aus terminlichen Gründen wurde die Landesliga Niedersachsen zur Saison 1966/67 auf 16 Mannschaften verkleinert.

## Tabelle
| Pl.               | Verein                      | Sp. | S  | U  | N  | Tore    | Quote | Punkte |
| ----------------- | --------------------------- | --- | -- | -- | -- | ------- | ----- | ------ |
| 1.                | Hannover 96 Am. (M)         | 34  | 19 | 12 | 3  | 089:360 | 2,47  | 50:18  |
| 2.                | 1. FC Wolfsburg             | 34  | 18 | 9  | 7  | 062:420 | 1,48  | 45:23  |
| 3.                | Eintracht Braunschweig Am.  | 34  | 18 | 6  | 10 | 095:580 | 1,64  | 42:26  |
| 4.                | Leu Braunschweig            | 34  | 17 | 8  | 9  | 072:590 | 1,22  | 42:26  |
| 5.                | TSR Olympia Wilhelmshaven   | 34  | 14 | 12 | 8  | 054:350 | 1,54  | 40:28  |
| 6.                | TuS Celle                   | 34  | 15 | 9  | 10 | 066:530 | 1,25  | 39:29  |
| 7.                | SV Arminia Hannover Am.     | 34  | 15 | 7  | 12 | 086:560 | 1,54  | 37:31  |
| 8.                | VfB Peine                   | 34  | 14 | 7  | 13 | 061:590 | 1,03  | 35:33  |
| 9.                | SV Meppen                   | 34  | 13 | 7  | 14 | 068:730 | 0,93  | 33:35  |
| 10.               | Eintracht Nordhorn          | 34  | 12 | 9  | 13 | 072:840 | 0,86  | 33:35  |
| 11.               | TuS Haste 01                | 34  | 12 | 7  | 15 | 062:600 | 1,03  | 31:37  |
| 12.               | Wilhelmshaven 05            | 34  | 12 | 7  | 15 | 050:550 | 0,91  | 31:37  |
| 13.               | SuS Northeim (N)            | 34  | 12 | 6  | 16 | 058:650 | 0,89  | 30:38  |
| 14.               | FC Schöningen 08            | 34  | 11 | 7  | 16 | 058:760 | 0,76  | 29:39  |
| 15.               | SV Union Salzgitter         | 34  | 11 | 7  | 16 | 052:650 | 0,80  | 29:39  |
| 16.               | Sportfreunde Salzgitter (N) | 34  | 9  | 9  | 16 | 038:510 | 0,75  | 27:41  |
| 17.               | Blau-Weiß Borssum (N)       | 34  | 7  | 6  | 21 | 024:810 | 0,30  | 20:48  |
| 18.               | Eintracht Osnabrück (N)     | 34  | 6  | 7  | 21 | 038:970 | 0,39  | 19:49  |
| Stand: Saisonende |                             |     |    |    |    |         |       |        |

| (M) | Titelverteidiger                                      |
| (N) | Aufsteiger aus der Verbandsliga Niedersachsen 1964/65 |

## Entscheidungsspiel gegen den Abstieg
Die beiden punktgleichen Mannschaften vom SV Union Salzgitter und ermittelten in einem Spiel auf neutralen Platz den vierten Absteiger. Das Spiel fand am 26. Juni 1966 in Peine statt. Schöningen setzte sich mit 1:0 durch blieb in der Landesliga, während Salzgitter absteigen musste.
|                  | Ergebnis |                     |
| ---------------- | -------- | ------------------- |
| FC Schöningen 08 | 1:0      | SV Union Salzgitter |

## Aufstiegsrunde zur Landesliga
Die vier Meister der Verbandsligen ermittelten im Ligasystem zwei Aufsteiger in die Landesliga.
| Pl.               | Verein                                                 | Sp. | S | U | N | Tore    | Quote | Punkte |
| ----------------- | ------------------------------------------------------ | --- | - | - | - | ------- | ----- | ------ |
| 1.                | Tuspo Holzminden (Meister der Verbandsliga Süd)        | 6   | 4 | 0 | 2 | 013:110 | 1,18  | 08:40  |
| 2.                | Germania Wilhelmshaven (Meister der Verbandsliga Nord) | 6   | 4 | 0 | 2 | 015:150 | 1,00  | 08:40  |
| 3.                | Wolfenbütteler SV (Meister der Verbandsliga Ost)       | 6   | 3 | 0 | 3 | 017:900 | 1,89  | 06:60  |
| 4.                | Blau-Weiß Lohne (Meister der Verbandsliga West)        | 6   | 1 | 0 | 5 | 007:170 | 0,41  | 02:10  |
| Stand: Saisonende |                                                        |     |   |   |   |         |       |        |